# 未来を
未来を（みらいを）は碧井椿の1枚目のシングル。

## 内容
碧井の記念すべきデビューシングルはスカとラテンの融合作品。しかし、翌年の2008年から、PINC INCとして再出発をする。

## 収録曲
1. 未来を
作詞・作曲:Yoko Balqstone 編曲:葉山たけし
2. サヨナラは言わない
作詞:碧井椿 作曲・編曲:長幸一
3. 未来を(inst.)